# Dominion (músico)
Dominion, de nombre real Matti Mäkelä, es un músico de Suecia que ha pertenecido a la banda de Dark Funeral, grabando y participando del álbum Diabolis Interium y en la gira Diabolis Interium world tour. Fue el guitarrista de la banda durante 4 años hasta que decidió dejar la banda y así seguir su carrera musical con la banda Vicious Art. También ha participado de varias bandas en el estilo underground, actualmente está preparando su segundo álbum con la banda Vicious Art.